# Kurt Pflugbeil
Kurt Leopold Pflugbeil (9 de mayo de 1890-31 de mayo de 1955) fue un general alemán (General der Flieger) en la Luftwaffe durante la II Guerra Mundial que comandó el IV Cuerpo Aéreo y la Luftflotte 1. Fue condecorado con la Cruz de Caballero de la Cruz de Hierro con hojas de roble de la Alemania Nazi.
Pflugbeil comandó el IV Cuerpo Aéreo durante la segunda batalla de Járkov, la batalla de Stalingrado y el sitio de Sebastopol. Se rindió al Ejército Rojo en la bolsa de Curlandia en 1945. En 1950 fue sentenciado a 25 años de trabajos forzosos. Pflugbeil fue liberado en 1954.

## Condecoraciones
- Cruz de Hierro (1914) 2.ª Clase (14 de septiembre de 1914) & 1.ª Clase (7 de octubre de 1916)[1]
- Broche de la Cruz de Hierro (1939) 2.ª Clase (7 de octubre de 1939) & 1.ª Clase (15 de junio de 1940)[1]
- Cruz de Caballero de la Cruz de Hierro con Hojas de Roble
  - Cruz de Caballero el 5 de octubre de 1941 como Generalleutnant y comandante del IV. Fliegerkorps[2]
  - 562.ª Hojas de Roble el 27 de agosto de 1944 como General der Flieger y comandante de la Luftflotte 1[3]